# Tebrisz szőnyeg

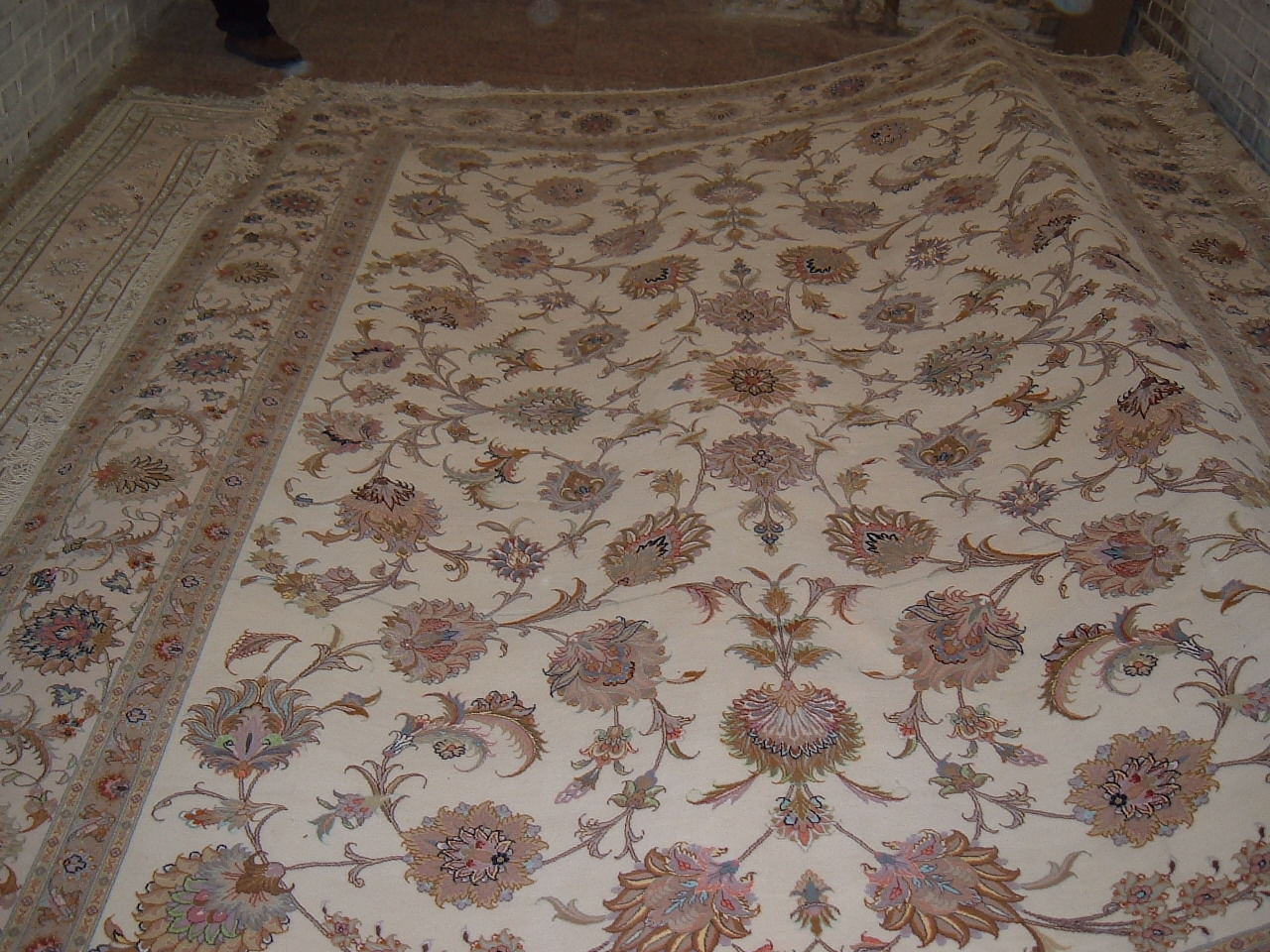
Tebrisz szőnyeg

A tebrisz szőnyeg a perzsa szőnyegek egyik típusa, gyári anyagból, európai használatra készül, mérete rendszerint nagy. Lánc- és vetülékfonala pamut, csomózása sűrű, sörtéje fénytelen. Alkalmazza 16. századi perzsa rajzok mintáit, török és európai elemeket is. Tompa színezésének összhatása kékes, zöldes, drappos, pasztelles árnyalatú, a vöröset kerüli.